# Кабинет герцога Графтона
Кабинет Четэма — британское правительство премьер-министра Огастеса Фицроя, 3-го герцога Графтона, которое пришло к власти октябре 1768 года, после отставки Уильяма Питта Старшего. Графтон попал в правительство ещё в 1766 году, когда занял должность первого лорда казначейства. Традиционно лорд казначейства возглавлял правительство, но в тот раз главой назначили Уильяма Питта. В 1767 году Питт не смог исполнять свои обязанности по состоянию здоровья, поэтому Графтон возглавил правительство в полном смысле слова. Этот период иногда называют «Переходным правительством Графтона». В 1768 году Питт подал в отставку и добился того, что Графтон стал его преемником.
С уходом Питта была забыта и его мечта о независимом, внепартийном правительстве. Кабинет Графтона состоял в основном из сторонников короля (тори). В 1770 году Графтон ушёл в отставку, и к власти пришёл кабинет Норта, где тоже доминировали тори.

## Отставка Уильям Питта
В октябре 1768 года Уильям Питт по причине плохого здоровья решил подать в отставку, хотя и остался в палате лордов. Он уговорил герцога Графтона возглавить правительство, поскольку считал его достаточно способным администратором, который при этом был предан лично Питту. Графтон проявил себя в политике, еще когда находился в оппозиции при правительстве Бьюта и Гренвилла, и был членом кабинета министров Рокингема в 1765-1766 годах. Однако, к 1768 году его интерес к политике уже угас, и он оставался в правительстве в основном из чувства долга. Он не любил Лондон и предпочитал жить в провинции, где занимался охотой, скачками, и коллекционированием книг. Он предпочитал небольшой круг друзей с общими интересами, и старался избегать общественной жизни. Он неуверенно чувствовал себя в незнакомом обществе, и не любил публичные церемонии, поэтому старался не появляться при дворе. В общении он был слишком серьёзен и ему не хватало личного обаяния.
Долгая болезнь Питта привела к тому, что кабинет был полностью дезорганизован, и это позволило королю диктовать стране любую политику по своему желанию. Питт уже не мог ничему помешать, а Графтон и Норт предпочитали подчиняться воле короля. В парламенте в это время рассыпалась партийная организация, пропали сильные партийные лидеры, и каждый член парламента оказался зависим от воли короля. «Все бежали ко двору, — писал об этом периоде Хорас Уолпол, — и голосовали за всё, что тот пожелает».

## Состав кабинета
- Первый лорд казначейства — герцог Графтон (виг) (14 октября 1768 — 28 января 1770);
- Лорд-канцлер — граф Кэмден (виг) (30 июля 1766 — 17 января 1770);
  - Чарльз Йорк[англ.] — 17 января 1770 — 20 января 1770
- Лорд-председатель Совета — Граф Говер (тори) (22 декабря 1767 — 24 ноября 1779)
- Лорд-хранитель Малой печати — граф Бристоль 1768—1770
- Канцлер казначейства, лидер палаты общин — лорд Норт (11 сентябре 1767—27 марта 1782)
- Государственный секретарь Северного департамента — Граф Шелберн (виг) (30 июля 1766 — 20 октября 1768)
  - Виконт Веймут (21 октября 1768 — 12 декабря 1770)
- Министр колоний — граф Хиллсборо (27 февраля 1768 — 27 августа 1772)
- Первый лорд Адмиралтейства — сэр Эдвард Хоук[англ.] 1766—1771
- Генерал-фельдцейхмейстер — маркиз Грэнби (14 мая 1763 1766 — 18 октября 1770);
- Министр без портфеля — Генри Сеймур Конвей (виг) 1768—1770